# Dean R. Koontz
Dean Ray Koontz (født 9. juli 1945 i Everett, Pennsylvania) er en produktiv og topsælgende forfatter, mest kendt for sine populære spændingsromaner.

## Biografi
Han voksede op i desperat fattigdom under en voldelig alkoholsk fars tyranni (Koontz's far har været i fængsel, dømt for mordforsøg på ham). På trods af sin traumatiske barndom, kom Koontz igennem ”Shippensburg University” (kendt som Shippensburg State College), og i 1967 startede han som engelsklærer ved “Mechanicsburg High School”. I sin fritid skrev han sin første roman Star Quest, som blev udgivet i 1968. 
I 1970’erne, begyndte han at udgive konventionelle spændings- og gyserromaner, under sit eget navn og adskillige pseudonymer. Koontz har oplyst at han startede med at bruge pseudonymer efter at flere redaktører havde overbevist ham om at forfattere, der skiftede genre, ofte blev ofre for et tilbageslag i salget, en fremmedgørelse af etablerede fans, samtidig med ikke at få mange nye fans. De kendte pseudonymer er: Deanna Dwyer, K. R. Dwyer, Aaron Wolfe, David Axton, Brian Coffey, John Hill, Leigh Nichols, Owen West, og Richard Paige. Nogle af disse romaner udgives nu under Koontz's rigtige navn.
Koontz's gennembrudsroman var  Sælsom hvisken (Whispers) (1980). Flere af hans bøger har ligget som nummer 1 på ”New York Times” bestsellerliste.
Hans styrke er hans karakterbeskrivelse, originale ideer, og evne til at blande gyser, fantasy og humor. Koontz er blevet kritiseret for at inkludere for mange ligheder og derved trække beskrivelserne ud, hans hyppige brug af lignende handlings strukturer og for at moralisere. 
Der kan argumenteres for at de fleste af Koontz' værker stadig kan klassificeres som science fiction, da han forsøger at skabe rimelige troværdige forklaringer for de unaturlige, fantastiske begivenheder i mange af hans bøger. 
Koontz har også en meget interessant måde til at tilføje sine egne små ejendommeligheder til sine bøger, som at tilføje små citater fra en bog ved navn The Book of Counted Sorrows. Counted Sorrows var oprindeligt et fupnummer, som den ikke eksisterende Keener's Manual Richard Condon citerede til inskriptioner han selv skrev. Til sidst udgav Koontz en poesisamling med det navn, og brugte alle inskriptionerne. Den blev trykt i et begrænset oplag i 2003, og udgivet som eBog. Hans nyere romaner, startende ved The Taking, har ingen poesi af Koontz; i stedet har de citater af andre forfattere (i The Taking blev der især brugt citater fra T. S. Eliot, hvis værker optræder i handlingen i bogen).
Koontz har længe været fan af Art Bell's radio program. Han optrådte som gæst efter en fan havde rapporteret til Bell at en af Koontz' romaner indeholdt en karakter der beskrev en paranormal hændelse som et "Art Bell øjeblik."
Koontz bor i øjeblikket i det sydlige Californien (hvor de fleste af hans romaner foregår) med sin kone Gerda og deres hund Trixie Koontz. Trixie Koontz har lagt navn til bogen, “Life is Good: Lessons in Joyful Living”, i 2004. Hun nævnes også ofte i hans kolonne "Useless News" (ubrugelige nyheder).

## Eksterne link
- Dean Koontz – Den officielle hjemmeside Arkiveret 22. marts 2009 hos  Wayback Machine.
- Dean R. Koontz på Forfatterweb.dk